# Mleczaj różowoblaszkowy

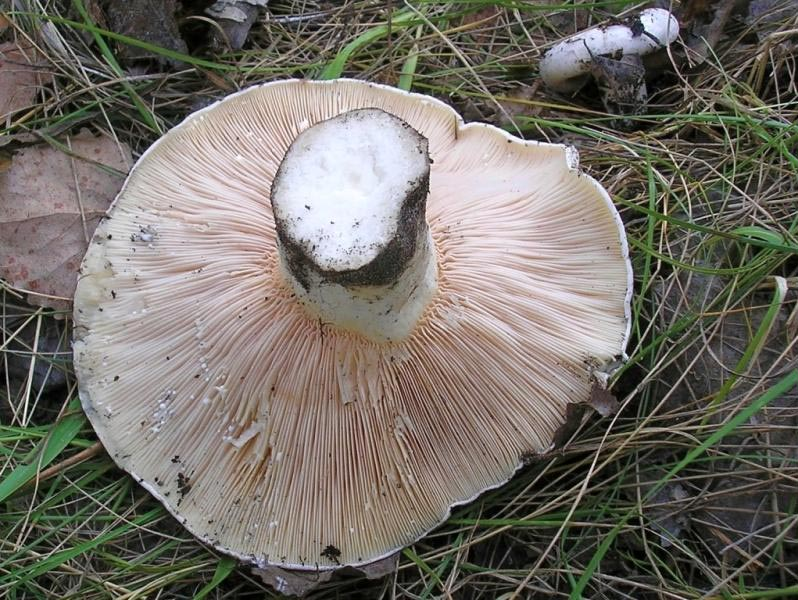

Mleczaj różowoblaszkowy (Lactarius controversus Pers.) – gatunek grzybów należący do rodziny gołąbkowatych (Russulaceae).

## Systematyka i nazewnictwo
Pozycja w klasyfikacji według Index Fungorum: Lactarius, Russulaceae, Russulales, Incertae sedis, Agaricomycetes, Agaricomycotina, Basidiomycota, Fungi.
Po raz pierwszy opisał go w 1800 r. Christiaan Hendrik Persoon i nadana przez niego nazwa naukowa jest aktualna. Niektóre synonimy:
- Lactifluus controversus (Pers.) Kuntze 1891
- Lactifluus lateripes (Desm.) Kuntze 1891[2].

Polską nazwę nadała Alina Skirgiełło w 1988 r.

## Morfologia
Kapelusz
Średnica 10–12, czasami nawet do 25 cm, początkowo wypukły, potem coraz bardziej rozpostarty, na koniec płytko wklęsły. Brzeg długo podwinięty. Powierzchnia gładka, omszona, w stanie suchym nieco błyszcząca, w stanie wilgotnym nieco kleista, biała, ale zwykle jasnoróżowo nabiegła, zwłaszcza na środku, czasem z koncentrycznymi, słabo widocznymi, ciemniejszymi, szaroróżowymi pręgami.
Hymenofor
Blaszkowy, blaszki gęste i cienkie, z międzyblaszkami, przyrośnięto-zbiegające, czasem z ząbkiem przechodzącym w postaci niskiej listewki na trzon, czasami (rzadko) rozwidlające się, początkowo białe, potem różowe, w końcu szaroróżowe.
Trzon
Krótki i gruby, o wysokości 2,5–5 cm i grubości 1,5–4,5 cm, zwężający się ku podstawie, początkowo pełny, potem watowaty i komorowaty. Miejsca dotknięte żółkną.
Miąższ
Gruby, biały, u starych okazów pod skórką kapelusza nieco różowawy, a w trzonie nieco żółknący. W pierwszej chwili ma gorzki smak, potem ostro palący. Mleczko wydziela się obficie, jest białe i niezmieniające na powietrzu barwy, w smaku gorzkie i cierpkie.
Wysyp zarodników
Kremowożółtawy.
Cechy mikroskopowe
Zarodniki 6–7 × 4,5–6 µm, elipsoidalne, pokryte tępymi brodawkami, wolnymi, lub połączonymi grzbietami tworzącymi siateczkowatą strukturę. Podstawki około 42 × 6-8 µm. Cheilocystydy i pleurocystydy rzadkie, o kształcie od wrzecionowatego do maczugowatego i wymiarach 45–60 × 5–7 µm.
Gatunki podobne
Ogólnym pokrojem bardzo podobny jest mleczajowiec chrząstka (Lactifluus vellereus). Odróżnia się od niego cienkimi, gęstymi i jasnoróżowymi blaszkami.

## Występowanie i siedlisko
Znany jest w Europie, Ameryce Północnej i Azji, podano jego występowanie także w dwóch miejscach w Ameryce Południowej. Najwięcej stanowisk podano w Europie. W Polsce W. Wojewoda w 2003 r. przytoczył dziesięć stanowisk, w tym kilka dawnych, w późniejszych latach podano następne. Znajduje się na Czerwonej liście roślin i grzybów Polski. Ma status E – gatunek wymierający, którego przeżycie jest mało prawdopodobne, jeśli nadal będą działać czynniki zagrożenia.
Naziemny grzyb mykoryzowy. Rośnie w różnego typu lasach liściastych i mieszanych, najczęściej w trawiastych i cienistych, w towarzystwie topoli i wierzb, rzadko pod innymi drzewami.